# Raketenabwehr

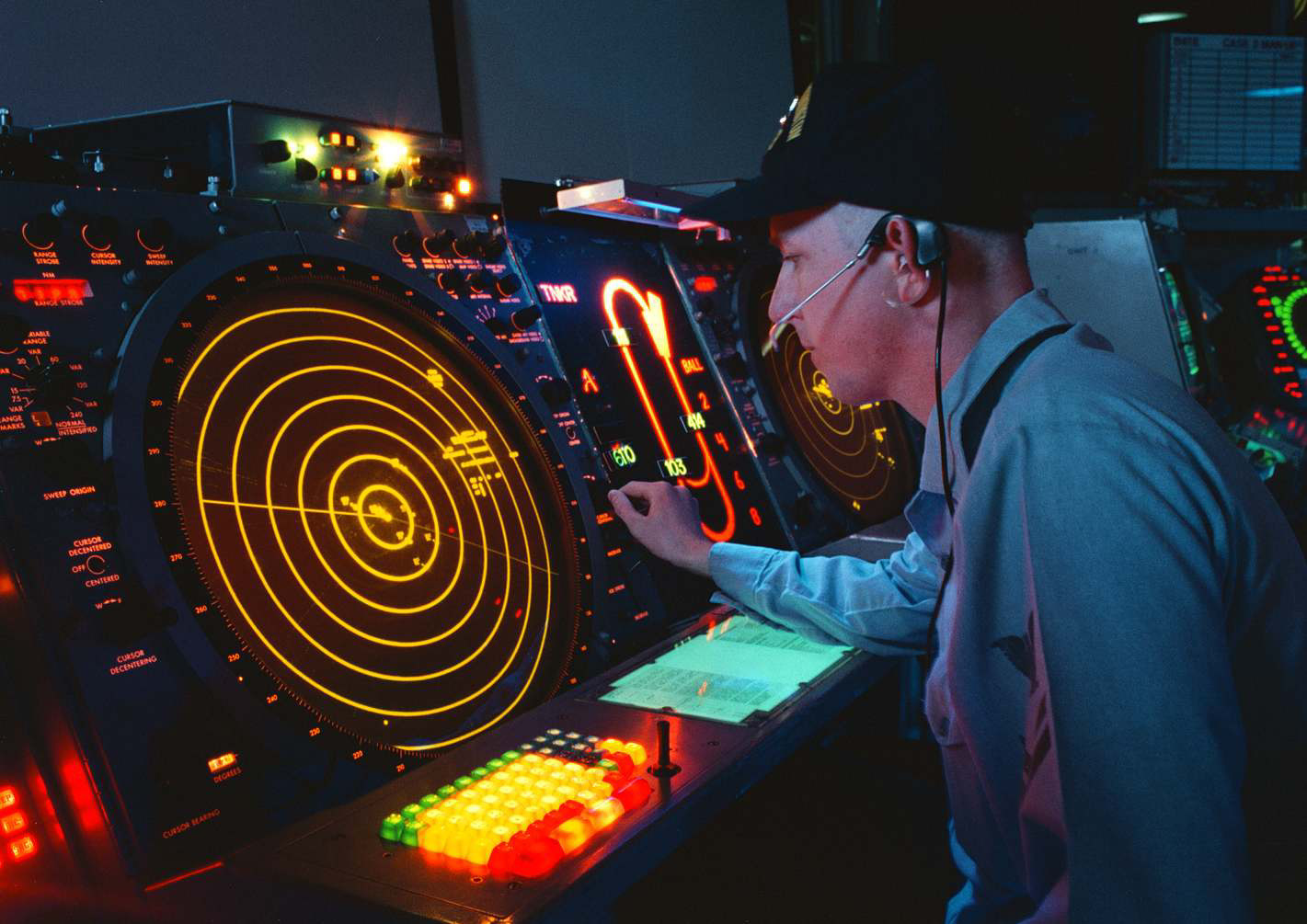
Radarmonitor in der Flugüberwachung eines Flugzeugträgers

Als Raketenabwehr wird Militärtechnik bezeichnet, die dem Erkennen und der Abwehr feindlicher Raketen dient oder Raketen zur Abwehr einsetzt. Anfliegende Raketen werden meistens mit Radarsystemen erkannt; zur Abwehr dienen Abfangraketen, Täuschkörper, Maschinenkanonen und Energiewaffen.

## Geschichte
Während des Kalten Krieges existierten sogenannte Anti-Ballistic Missiles (ABM), bodengestützte Abwehrraketen, als Systeme sowohl in der Sowjetunion als auch in den USA. Diese waren zum Schutz großer Städte und der Raketensilos vor ballistischen Raketen konzipiert.

### USA
Das Nike-System bestand aus Raketen, Radaranlagen und den dazugehörigen Kontrollsystemen. Die ursprüngliche Nike Zeus-Rakete (später Spartan genannt) wurde für größere Reichweiten modifiziert, um feindliche Sprengköpfe auch außerhalb der Atmosphäre zu zerstören. Eine zweite Kurzstreckenrakete mit hoher Beschleunigung, Sprint genannt, sollte Atomsprengköpfe zerstören, die der Spartan-Rakete entgangen waren. Die Sprint-Rakete beschleunigte dazu sehr schnell (13.000 km/h in 4 Sekunden mit 100 g) und wurde mit einem kleineren ein bis drei kt starken Neutronengefechtskopf W66 ausgerüstet, um das Ziel in der Atmosphäre zu zerstören.
Die neue Spartan-Rakete veränderte die Stationierungspläne. Ursprünglich sollten verstreute Nike-Systeme die amerikanischen Städte als „last-ditch defense“ beschützen, die Spartan-Rakete hingegen erlaubte es, Ziele in hunderten von Kilometern Entfernung zu zerstören. Also wurde das Konzept zu einem „Schutzschild“ für die gesamten Vereinigte Staaten umgemünzt, das als Sentinel bezeichnet wurde. Als die Kosten explodierten, wurde das Programm verkleinert: von nun an stand der Schutz der Startsilos für Interkontinentalraketen im Mittelpunkt. Dieses Safeguard genannte System sollte sowjetische Atomangriffe auf die Startsilos abwehren, um den Vereinigten Staaten als Teil der mutual assured destruction-Strategie die Möglichkeit eines Gegenschlages zu garantieren.
Ab 1954 wurde gemeinsam mit Kanada das North American Aerospace Defense Command (NORAD) aufgebaut.
In den 1980er Jahren machte die Strategic Defense Initiative (SDI) von Ronald Reagans Schlagzeilen, die die Entwicklung teilweise satellitengestützter Raketenabwehrsysteme zum Inhalt hatte. Das seit den 1990er Jahren, also seit dem Ende des Kalten Krieges unterbrochene Programm wurde später von US-Präsident George W. Bush unter neuem Namen als National Missile Defense (NMD) fortgeführt.
Dies wurde unter anderem von der Volksrepublik China und der Sowjetunion scharf kritisiert. Sie warnten 2001 vor einem neuen Wettrüsten im Weltraum. 2009 gab US-Präsident Barack Obama bekannt, in Polen und Tschechien keine Anlagen dafür stationieren zu wollen.
Die im SDI-Programm begonnene Entwicklung von Energiewaffen wird nach hohen Entwicklungsaufwendungen mit mäßigem Erfolg, so etwa THEL, nicht mehr verfolgt. Einsatzfähige Raketenabwehr stützt sich somit heute auf Abfangraketen und auf Systeme zur Blendung des Suchkopfes der anfliegenden Lenkwaffen (z. B. das MCD des M6 Linebacker).

### Europa
Die NATO plant seit dem ersten Jahrzehnt des 21. Jahrhunderts die Aufstellung eines reduzierten Abwehrsystems für Europa. Genutzte Einrichtungen befinden sich neben der Türkei u. a. in Ramstein, Deveselu, Stolp (Słupsk) und Rota. Als Antwort plant Russland ein eigenes System in der Oblast Kaliningrad, u. a. in Jesau (Juschny).

### Sowjetunion

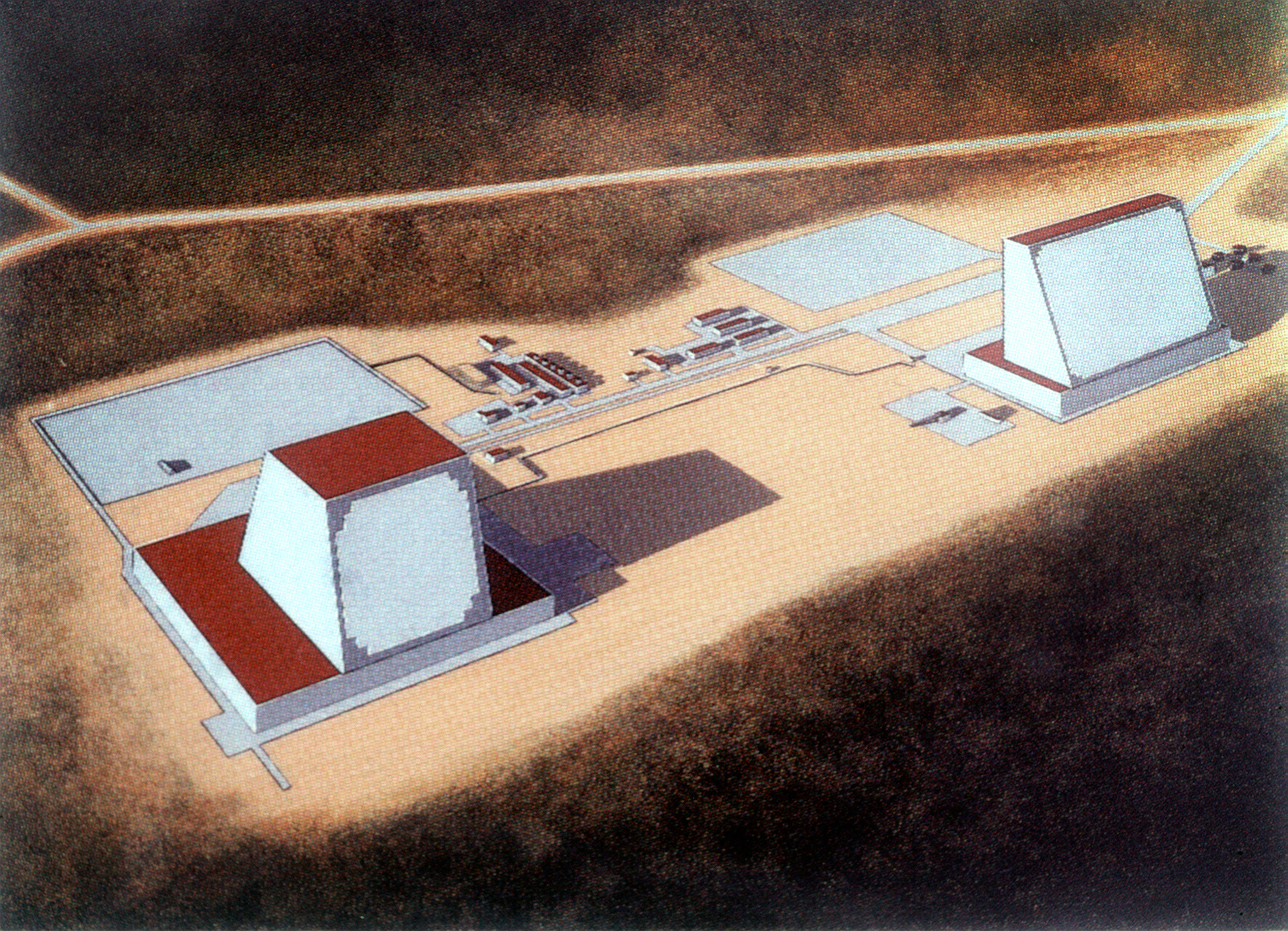
Grafik der Radaranlagen des sowjetischen A-135-ABM-Systems in Petschora (Ural)

Die Sowjetunion schützte ab 1963 die Hauptstadt Moskau als politisches und wirtschaftliches Zentrum Russlands mit dem A-35-System (DIA-Code: ABM-1 NATO-Codename: SAM-1). Es war in der Lage, Ziele außerhalb der Atmosphäre zu zerstören, eine „last ditch“-Komponente wie die Sprint-Rakete beim amerikanischen Safeguard-System war nicht vorgesehen. Das System verwendete den Raketentyp A350 / 5W61 (DIA-Code: ABM-1 Galosh) mit Nukleargefechtskopf und wurde an vier Stellen rund um Moskau gebaut. Das System System A wurde ab 1956 entwickelt und war ab 1960 einsatzbereit.
Ursprünglich sollten wie beim US-amerikanischen Sentinel-Programm mehrere Städte geschützt werden. Die Nukleargefechtsköpfe wurden aber mit dem ABM-Vertrag 1972 verboten.
Im Jahr 1978 ging in Moskau das modernisierte Raketenabwehrsystem A-35M (DIA-Code: ABM-1B) in Betrieb. Dieses basierte auf dem Vorgängersystem und verwendete verbesserte Radaranlagen sowie die verbesserten A350Sch / 5W61R-Abfangraketen.
In den späten 1970er-Jahren arbeitete man in der Sowjetunion an dem mobilen Raketenabwehrsystem S-225 (DIA-Code: ABM-X-3). Mit diesem sollten die beiden Abfangraketen 5Ja26 und 5Ja27 zum Einsatz kommen. Das S-225-System kam nicht über das Prototypenstadium hinaus, bildete aber die Grundlage für das spätere A-135-ABM-System.
Nach langen Verzögerungen wurde das A-35-System im Jahr 1995 durch das Raketenabwehrsystem A-135 (DIA-Code: ABM-4) ersetzt. Dieses verwendet exoatmosphärische Abfangraketen vom Typ 51T6 (DIA-Code: ABM-4 Gorgon) sowie die endoatmosphärische 53T6-Abfangraketen (DIA-Code: ABM-3 Gazelle). Insgesamt wurden um Moskau 64 Abfangraketen stationiert. Beide Raketentypen waren mit Nukleargefechtsköpfen bestückt. Die größeren 51T6-Raketen wurden im Jahr 2003 ausgesondert und die noch verbleibenden 53T6-Raketen wurden Anfang der 2000er-Jahre modernisiert.

### Abrüstung
Verschiedene technische, wirtschaftliche und politische Gründe führten zum ABM-Vertrag 1972, welcher die Stationierung von strategischen Systemen einschränkte, nicht jedoch von taktischen wie MIM-104 Patriot oder S-400 Triumf. Einzig ist die Maximalgeschwindigkeit der Abfangraketen dieser Systeme auf 3 km/s beschränkt. Unter dem ABM-Vertrag und seiner Überarbeitung im Jahre 1974 war es jedem Land erlaubt, ein ABM-System mit 100 Abfangraketen zu besitzen. Die Sowjetunion und später Russland schützten damit Moskau, die USA schützten damit ihre Interkontinentalraketen in der Grand Forks Air Force Base in North Dakota. Das System wurde aber vorzeitig stillgelegt.
Der Vertrag wurde am 13. Juni 2002 von den Vereinigten Staaten von Amerika aufgekündigt, die Kündigung trat nach der vorgeschriebenen Frist von 6 Monaten in Kraft, um die von Bill Clinton ins Leben gerufene „Abwehr gegen eine begrenzte Anzahl ballistischer Raketen“ aufzubauen, was vorher durch ebendiesen Vertrag noch verboten war.
Der ABM-Vertrag wurde nur zwischen den USA und Russland geschlossen, andere Atommächte wie Indien oder die Volksrepublik China sind davon nicht betroffen.

## Neue Entwicklungen

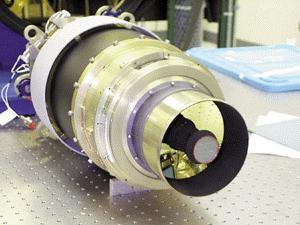
LEAP (lightweight exo-atmospheric projectile) Flugkörper der amerikanischen SM-3

### USA
Nach dem Rücktritt aus dem ABM-Vertrag begannen die USA unter US-Präsident George W. Bush ihr System mit der National Missile Defense landesweit auszubauen. Dies soll durch schiffsgestützte (SM-3), mobile landgestützte (THAAD/Patriot) und landgestützte (GBI) Raketen mit kinetischen Gefechtsköpfen realisiert werden. In allen Fällen werden die anfliegenden ballistischen Raketen im Weltall zerstört. Das mobile MEADS-System dient dabei als „last-ditch“-System, um durchbrechende Raketen zur Not in der Atmosphäre zu zerstören. Weitere Methoden wie weltraumgestützte Abwehr (NFIRE) oder das Abfangen der Rakete in der Startphase (Boeing AL-1) befinden sich noch in der Testphase.
Zurzeit befindet sich das IAAPS (Integrated Army Active Protection System) in der Entwicklung. Dieses soll den Radpanzer Stryker vor anfliegenden Lenkwaffen und Projektilen aller Art durch die Zerstörung dieser vor deren Einschlag schützen.

### Sowjetunion / Russland
Hier sollen die atomaren Gefechtsköpfe der Raketen gegen konventionelle ausgetauscht worden sein. Da das System in den 1980er-Jahren installiert wurde, entspricht es vermutlich dem Stand der Technik dieser Jahre. Über Modernisierungen oder andere Details wurde in der Öffentlichkeit nichts bekannt. Ursprünglich verwendete das System zwei Lenkwaffentypen: Die Exo-Atmosphärischen Abfanglenkwaffen 51T6 (NATO: Gorgon), sowie die Endo-Atmosphärischen Abfanglenkwaffen 53T6 (NATO: Gazelle). Die größeren 51T6-Raketen wurden im Jahr 2003 ausgesondert und die noch verbleibenden 53T6-Raketen wurden Anfang der 2000er-Jahre modernisiert.
In naher Zukunft soll das System A-135 in Moskau durch das 14TS033 Nudol-Raketenabwehrsystem ersetzt werden. Dieses basiert auf dem nie realisierten A-235-Abwehrsystem und verwendet die exoatmosphärischen 14A042-Abfangraketen. Diese sollen sowohl mit Nukleargefechtsköpfen wie auch mit konventionellen Gefechtsköpfen bestückt werden können.
Auf der taktischen Ebene stehen die Systeme S-300P und S-400 im Einsatz. Für mechanisierte Formationen steht das System S-300W zur Verfügung. Mit diesen Systemen lassen sich ballistische Kurz- und Mittelstreckenraketen bekämpfen.

### Israel

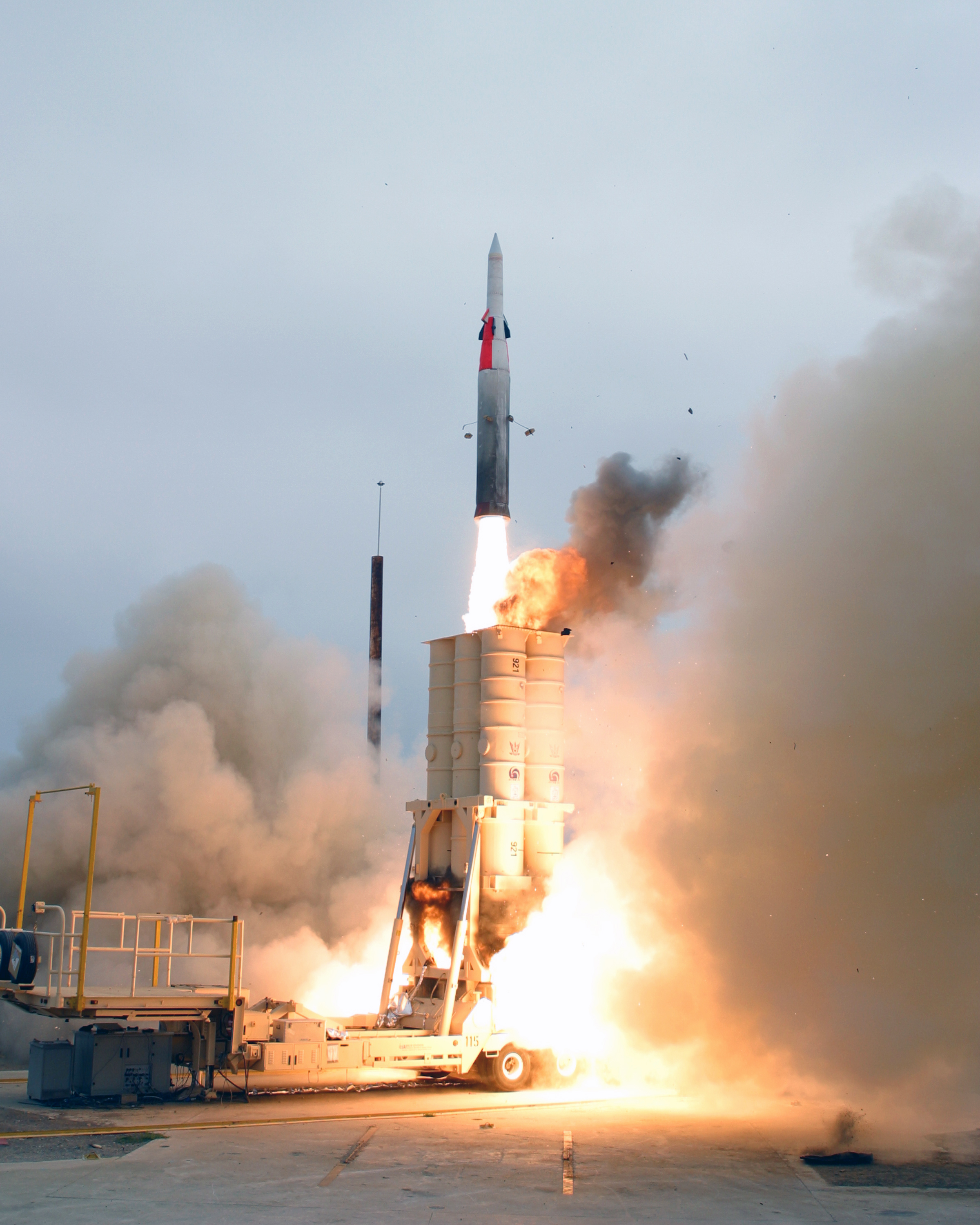
Startende israelische Arrow-Rakete

Mit finanzieller Unterstützung der Vereinigten Staaten entwickelten die Israelis das Raketenabwehrsystem Arrow. Es ist durch seine Mobilität mit dem Patriot-System vergleichbar, kann aber nur ballistische Raketen angreifen. Es besitzt einen konventionellen Gefechtskopf. Nachdem Langstreckenradare (Green Pine) die anfliegende ballistische Rakete geortet haben, wird eine zweistufige Arrow-Rakete auf das Ziel abgefeuert. Die Rakete zerstört die angreifende Rakete in ca. 50 km Höhe, also innerhalb der Atmosphäre.
Im Oktober 2023 schoss Israel mit einer Arrow-Rakete erstmals in der Menschheitgschichte eine feindliche Rakete im Weltraum ab. Die Rakete wurde von Huthi-Rebellen im Jemen gestartet.
In Israel kommt außerdem das Iron-Dome-System zum Einsatz.

### Indien
Indien arbeitet aktiv am Ausbau seiner ABM-Fähigkeiten. Zu diesem Zweck wurden zum Beispiel israelische Green-Pine-Radaranlagen erworben. Das indische ABM-System beinhaltet zwei Raketen. Ein Abfangsystem, um Ziele außerhalb der Atmosphäre zu zerstören (englisch exoatmospheric interceptor system, Prithvi Air Defence (PAD)), und ein weiteres System, das Ziele innerhalb der Erdatmosphäre zerstört (englisch endo atmospheric missile system, Advanced Air Defence (AAD)). Das PAD ist eine zweistufige Abfangrakete, mit Flüssig- und Festtreibstoffstufe. Die Reichweite der Rakete (nicht die maximale Höhe) beträgt 80 km, die Reichweite des Ortungsradars 600 km. Die AAD haben eine Reichweite von 25 km und werden durch ein Phased-Array-Radar ins Ziel gelenkt.
Im November 2006 testete Indien erfolgreich das PAD. Eine ballistische Prithvi-II-Rakete wurde außerhalb der Atmosphäre mit Hit-To-Kill Technologie zerstört. Damit ist Indien nach den USA das zweite Land der Welt, das über diese Technologie zur Abwehr ballistischer Raketen verfügt.

## Klassen
Die hohe bis sehr hohe Geschwindigkeit und die meist geringe Größe anfliegender Raketen machen die integrierten Detektionssysteme und Waffensteuerungssysteme für eine erfolgreiche Abwehr hochkomplex und aufwendig.

### Strategische Raketenabwehr
Anti-Ballistic-Missile-Systeme (ABM-Systeme) dienen dem Schutz eines ganzen Gebietes (Raumschutz) vor ballistischen Raketen. Sie verfügen über spezielle Flugabwehrraketen, die anfliegende militärische Raketen oder Marschflugkörper zerstören sollen. Sie wurden zuerst im Kalten Krieg von der Sowjetunion und den USA strategisch zur Abwehr gegen nukleare Interkontinentalraketen aufgebaut und durch den ABM-Vertrag begrenzt. Inzwischen verfügen eine Reihe weiterer Staaten über taktische Raketen-Abwehrsysteme.
Die Systeme sind üblicherweise mit Feststoffantrieb ausgerüstet und erreichen Höchstgeschwindigkeiten über Mach 2 bis Mach 10. Wesentlich zur Abwehr ballistischer Raketen sind leistungsfähige Radargeräte und ggf. thermische und optische Sensoren zur Erfassung der angreifenden Rakete. Die Zerstörung erfolgt entweder über kinetische Wirkung (Hit-To-Kill) oder auch durch Detonationswirkung.

### Taktische Raketenabwehr
Seegestützte Systeme dienen in erster Linie dem Selbstschutz eines Schiffes gegen Seezielflugkörper, landgestützte Systeme dienen meist zum Schutz wichtiger militärischer oder ziviler Anlagen (Objektschutz). Um militärische Fahrzeuge zu schützen, werden auch abstandsaktive Schutzmaßnahmen verwendet.

### Passive Raketenabwehr
Passive Systeme sind Selbstschutzsysteme, wie das kontinuierliche Ausstoßen von Täuschkörpern durch Flugzeuge bei Landeanflügen auf Flughäfen in Gebieten, wo Angriffe mit MANPADS befürchtet werden. Daneben existieren Hochenergielaser, die den Suchkopf einer infrarotgesteuerten Rakete blenden können.

## Systeme

### Raketenabwehrsysteme für Verkehrsflugzeuge
In den Vereinigten Staaten gab es Planungen, Systeme zur Blendung des Suchkopfes auch in aktuelle Verkehrsflugzeuge einzubauen, da in einigen Regionen der Welt mit Anschlägen durch tragbare Luftabwehrraketen (MANPADS, wie z. B. Stinger) gerechnet wird. Nach Studien hatte es innerhalb von 25 Jahren etwa 35 Anschläge dieser Art auf Flugzeuge (7 auf große Passagiermaschinen) gegeben, wobei 24 Maschinen abgeschossen wurden und über 500 Menschen starben. Diese Pläne wurden in den USA jedoch wegen der angezweifelten Effizienz und der hohen Kosten aufgegeben. 2007 wurde das Northrop Grumman Guardian eingeführt. Ein weiteres System ist das BAe Systems Jeteye, das seit 2008 von American Airlines an drei Boeing 767 eingesetzt wird. 2020 erfolgte über Teheran der Abschuss einer Boeing 737-800 der Ukraine International Airlines (siehe Ukraine-International-Airlines-Flug 752). 
Bei der israelischen Airline El Al ist jede Maschine mit Infrarotraketenabwehrsystemen vom Typ Flight Guard (entwickelt durch die Israel Aerospace Industries) ausgerüstet, um hitzesuchende Lenkwaffen mittels Radar erkennen und mit Täuschkörpern ablenken zu können. Obwohl mittlerweile verschiedene Raketenabwehr-Systeme existieren, nutzt keine weitere Fluggesellschaft diese Technologie. Das System wurde von einigen europäischen Staaten, insbesondere der Schweiz, kritisiert und verboten, da ein Abschuss der Täuschungskörper zu einem Brand am Boden führen könnte.

### Militärische Systeme
- Deutschland
  - RIM-7M (Sea Sparrow)
  - IRIS-T SLM
  - MANTIS (Flugabwehrsystem)
- Deutschland /  Frankreich /  Italien
  - MEADS
- Frankreich /  Vereinigtes Königreich /  Italien
  - PAAMS Aster
- Israel
  - Arrow-Rakete
  - David’s Sling
  - Iron Dome
- Russland
  - A-35
    - ABM-1 Galosh (auch A-350 genannt) (ab 1972)
    - A-350R (ab 1974)

  - A-135
    - 51T6 Langstrecken-Abfanglenkwaffen
    - 53T6 Kurzstrecken-Abfanglenkwaffen

  - S-300P
  - S-300PM-1/-2
  - S-300W
  - S-400 Triumf
- Schweden
  - RBS 23 BAMSE
- Vereinigte Staaten
  - Airborne Laser
  - Ground-Based Interceptor
  - LIM-49 Spartan
  - MIM-23 HAWK
  - MIM-104 Patriot
  - Navy Upper Tier
  - RIM-7M (Sea Sparrow)
  - RIM-116 RAM
  - Sea-based X-band Radar
  - Standard Missile SM-1/SM-2
  - Space Tracking and Surveillance System
  - Terminal High Altitude Area Defense
- Vereinigtes Königreich
  - Sea Wolf